# Sandur (berg)
Sandur är ett berg i republiken Island. Det ligger i regionen Västlandet, 90 km norr om huvudstaden Reykjavík. Toppen på Sandur är 603 meter över havet, eller 113 meter över den omgivande terrängen. Bredden vid basen är 2,8 km.
Trakten runt Sandur är nära nog obefolkad, med mindre än två invånare per kvadratkilometer. Det finns inga samhällen i närheten. Trakten runt Sandur består i huvudsak av gräsmarker.